# Ловец на лисици
Ловец на лисици е американски биографичен игрален филм от 2014 година, разглеждащ живота на американските олимпийски шампиони по борба - Марк и Дейв Шулц, както и на милионера Джон Дюпон.
Филмът е избран в основната програма на кинофестивала в Кан през 2014 и печели наградата на фестивала за най-добър режисьор (Бенет Милър). Освен това има пет номинации за Оскар (сред които за най-добър актьор - Стийв Карел, най-добра мъжка поддържаща роля - Марк Ръфало и най-добър режисьор - Бенет Милър) и три номинации за Златен глобус.
Филмът печели много адмирации от критиката и зрителите, като най-голямо признание получават тримата главни актьори за своите роли, както и режисьора Бенет Милър.

## Сюжет
Марк (Чанинг Тейтъм) и Дейв Шулц (Марк Ръфало) са братя, които печелят златни медали по борба на олимпийските игри в Лос Анджелис през 1984. Докато се подготвя за следващите си турнири, с Марк се свързва американския мултимилионер Джон Дюпон (Стийв Карел), който иска да го привлече като състезател и да формира свой отбор от борци в своето имение, където е създал тренировъчна зала. Марк се съгласява, но неговия брат Дейв отказва предложението, защото не желае да се мести с децата и жена си.
Първоначално нещата потръгват успешно като Марк печели златен медал на световното първенство по борба, но впоследствие губи формата си, като започва да употребява кокаин заедно с Дюпон и спира да тренира интензивно.
Забелязвайки проблемите във формата му Дюпон решава да привлече и брат му Дейв като главен треньор и да превърне лагера си в официалния американски тренировъчен лагер на борците. Дейв се съгласява на предложението му и се мести в имението на милионера. Междувременно отношенията между Марк и Дюпон се влошават до крайна степен и той решава да напусне лагера. На олимпиадата в Сеул през 1988, където Дюпон се представя за негов треньор, Марк не успява да спечели медал и напуска отбора на Дюпон.
Филмът завършва с драматична сцена, в която Дюпон убива Дейв Шулц пред неговото семейство, след което е арестуван. Мотивите за убийството не са директно посочени, като причините за инцидента са оставени на предположенията на зрителите.
Последната сцена на филма показва Марк Шулц малко преди началото на негов ММА мач в клетка.

## В ролите
- Чанинг Тейтъм като Марк Шулц
- Марк Ръфало като Дейв Шулц
- Стийв Карел като Джон Дюпон
- Ванеса Редгрейв като Жан Дюпон
- Сиена Милър като Нанси Шулц
- Антъни Майкъл Хол като Джак

## Награди и номинации
| Категория                             | Номиниран(и)                | Резултат                    |
| Оскар (22 февруари 2015 г.)           | Оскар (22 февруари 2015 г.) | Оскар (22 февруари 2015 г.) |
| ------------------------------------- | --------------------------- | --------------------------- |
| Най-добър грим и прически             | Най-добър грим и прически   | номинация                   |
| Най-добър режисьор                    | Бенет Милър                 | номинация                   |
| Най-добър оригинален сценарий         | Е. Макс Фрай и Дан Футърман | номинация                   |
| Най-добра мъжка роля                  | Стийв Карел                 | номинация                   |
| Най-добра поддържаща мъжка роля       | Марк Ръфало                 | номинация                   |
| Награда на БАФТА (8 февруари 2015 г.) |                             |                             |
| Най-добър актьор в поддържаща роля    | Стийв Карел                 | номинация                   |
| Най-добър актьор в поддържаща роля    | Марк Ръфало                 | номинация                   |
| Златен глобус (11 януари 2015 г.)     |                             |                             |
| Най-добър филм – драма                | Най-добър филм – драма      | номинация                   |
| Най-добър актьор в драматичен филм    | Стийв Карел                 | номинация                   |
| Най-добър актьор в поддържаща роля    | Марк Ръфало                 | номинация                   |
| Сателит (15 февруари 2015 г.)         |                             |                             |
| Най-добър актьор                      | Стийв Карел                 | номинация                   |
| Най-добър актьор в поддържаща роля    | Марк Ръфало                 | номинация                   |